# Мадам Икс
Мадам Икс (фр. La Femme X) — пьеса французского драматурга Александра Биссона. Девять раз пьеса была экранизирована.

## Сюжет
Главный герой — женщина, которую её ревнивый муж выбросил на улицу без денег, когда заподозрил в измене. Из-за того, что он не разрешил ей видеть своего маленького сына, она погружается депрессию и начинает вести разгульный образ жизни. Двадцать лет спустя она стала любовницей преступника. Когда он узнает, что её муж теперь является генеральным прокурором, он решает шантажировать её. Отчаявшись защитить своего сына от её позора, она убивает своего любовника. Случайно назначенный ей адвокат оказывается её сыном. Он озадачен и расстроен, когда она отказывается от его услуг в суде и даже не желает сообщать ему своё имя. По этой причине суд идентифицировал её как «мадам X». Во время судебного разбирательства её муж появляется для поддержки своего сына. Изводя себя от страдания и напряжения она теряет сознание и её относят в комнату отдыха. Там она целует сына и умирает.

## Экранизации
- 1916 — «Мадам Икс» — в главной роли Дороти Доннелли
- 1920 — «Мадам Икс» — в главной роли Полин Фредерик
- 1929 — «Мадам Икс» — в главной роли Рут Чаттертон
- 1937 — «Мадам Икс» — в главной роли Глэдис Джордж
- 1948 — «Испытание Мадам Икс» — в главной роли Мара Рассел-Тавернан
- 1952 — «Мадам Икс» — в главной роли Глория Ромеро
- 1954 — «Мадам Икс» — в главной роли Сибил Андриану
- 1966 — «Мадам Икс» — в главной роли Лана Тёрнер
- 1981 — «Мадам Икс» — в главной роли Тьюсдей Уэлд